# Paralela 37 sud
Paralela 37 sud este o paralelă aflată la 37 grade sud de Ecuatorul Pământului. Ea traversează Oceanul Atlantic, Oceanul Indian, Australasia, Oceanul Pacific și America de Sud.
O explorare a paralelei 37 este tema romanului Copiii căpitanului Grant al lui Jules Verne. Reciful fantomă Maria-Theresa este presupus a se afla pe această paralelă în Oceanul Pacific.

## Geografie

### Dimensiuni
În sistemul geodezic WGS 84, la nivelul de 37° latitudine sudică, un grad de longitudine echivalează cu 89,12 km ; lungimea totală a paralelei este deci de 32.044 km, fiind de 80% din lungimea celei a Ecuatorului. Ea se află la o distanță de 4.097 km de Ecuator și la 5.905 km de Polul Sud .

### Regiuni traversate
Paralela 37 sud traversează oceanele pe aproximativ 92% din lungimea sa. Ea trece prin Australia, Noua Zeelandă, Chile și Argentina.
Tabelul de mai-jos rezumă diferitele zone traversate de paralelă, de la vest la est:
| Zonă                                                 | Început                               | Sfârșit                               | Lungime (km) |
| ---------------------------------------------------- | ------------------------------------- | ------------------------------------- | ------------ |
| Oceanele Atlantic și Indian                          | 37°00′S 56°45′V / 37.000°S 56.750°V   | 37°00′S 139°43′E / 37.000°S 139.717°E | 17.256       |
| Australia                                            | 37°00′S 139°43′E / 37.000°S 139.717°E | 37°00′S 149°56′E / 37.000°S 149.933°E | 897          |
| Oceanul Pacific                                      | 37°00′S 149°56′E / 37.000°S 149.933°E | 37°00′S 174°29′E / 37.000°S 174.483°E | 2.156        |
| Insula de Nord (Noua Zeelandă)                       | 37°00′S 174°29′E / 37.000°S 174.483°E | 37°00′S 175°17′E / 37.000°S 175.283°E | 70           |
| Golful Hauraki                                       | 37°00′S 175°17′E / 37.000°S 175.283°E | 37°00′S 175°30′E / 37.000°S 175.500°E | 19           |
| Insula de Nord (peninsula Coromandel, Noua Zeelandă) | 37°00′S 175°30′E / 37.000°S 175.500°E | 37°00′S 175°51′E / 37.000°S 175.850°E | 31           |
| Oceanul Pacific                                      | 37°00′S 175°51′E / 37.000°S 175.850°E | 37°00′S 73°33′V / 37.000°S 73.550°V   | 9.714        |
| Insula Santa María (Chile)                           | 37°00′S 73°33′V / 37.000°S 73.550°V   | 37°00′S 73°31′V / 37.000°S 73.517°V   | 3            |
| Oceanul Pacific                                      | 37°00′S 73°31′V / 37.000°S 73.517°V   | 37°00′S 73°12′V / 37.000°S 73.200°V   | 28           |
| Chile și Argentina (America de Sud)                  | 37°00′S 73°12′V / 37.000°S 73.200°V   | 37°00′S 56°45′V / 37.000°S 56.750°V   | 1.445        |

## Orașe
Principalele orașe situate la mai puțin de jumătate de grad de o parte și de alta a paralelei sunt:
- Argentina - Santa Rosa
- Australia - Horsham
- Chile - Chillán, Los Ángeles, Talcahuano
- Noua Zeelandă - Auckland